# ブルーライン (撤退ライン)

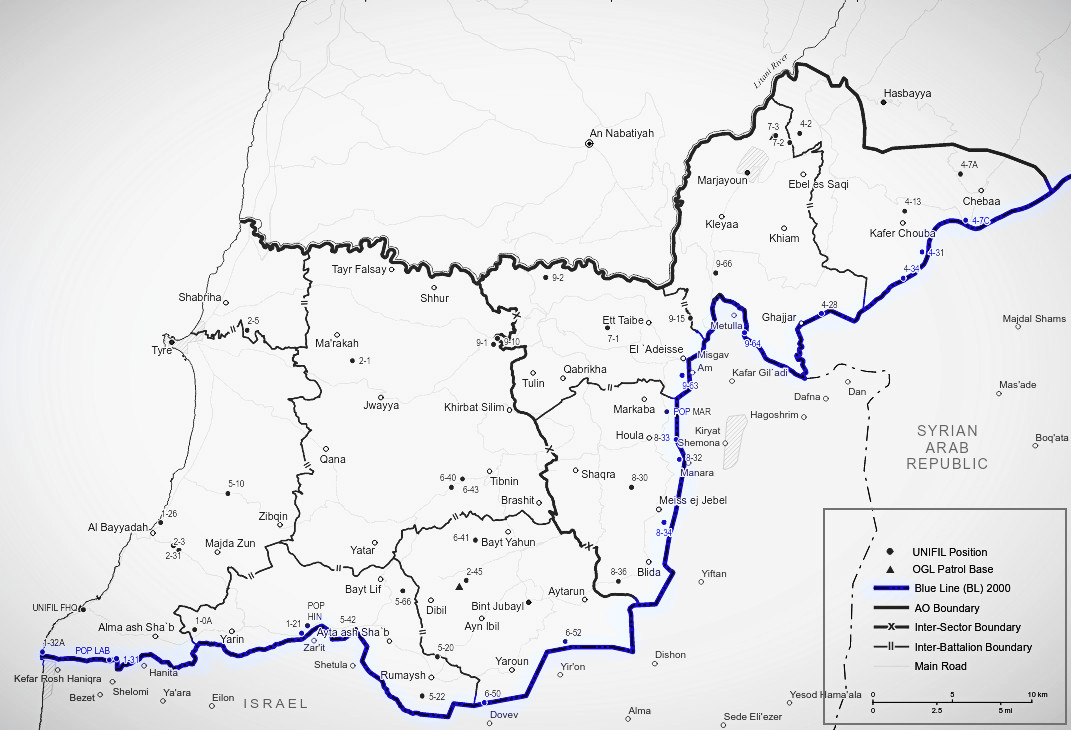
ブルーラインはレバノンとイスラエルの国境をカバーしている。延長線はレバノンとゴラン高原の国境をカバーしている。

ブルーライン（英語: Blue Line）は、レバノンとイスラエルおよびゴラン高原を分ける境界線である。イスラエルがレバノンから完全に撤退したかどうかを判断するために、2000年6月7日に国際連合によって公開された。ブルーラインは一時的なものであり、国境ではなく、「撤退ライン」と表現されている。これは、イスラエル、レバノン、およびヒズボラの間で現在も続いている国境紛争の主題である。
1978年3月19日、国際連合安全保障理事会は決議425および426を採択し、イスラエルに対し南レバノンに対する侵攻に続いてレバノンからの撤退を求め、レバノン政府が国境まで当該地域における効果的な権限を回復することを確保した。国際連合安全保障理事会とNATOは、南レバノンの状況を監督するための平和維持軍として国際連合レバノン暫定駐留軍（UNIFIL）を設置した。
2018年9月までに、イスラエルはヒズボラ民兵による侵入からイスラエルのコミュニティを保護するために、境界線のイスラエル側にあるコンクリート製のイスラエル・レバノン障壁の11キロメートルを完成させた。障壁の長さは130キロメートル (81 mi)であり、2020年までに完成する予定であった。このプロジェクトには4億5000万ドルの費用がかかると予想されていた。障壁のほとんどは、鋼鉄メッシュ、センサー、監視カメラで覆われたコンクリート壁である。特に起伏の激しい地域では、コンクリートの代わりに鉄のフェンスが使用された。

## 起源

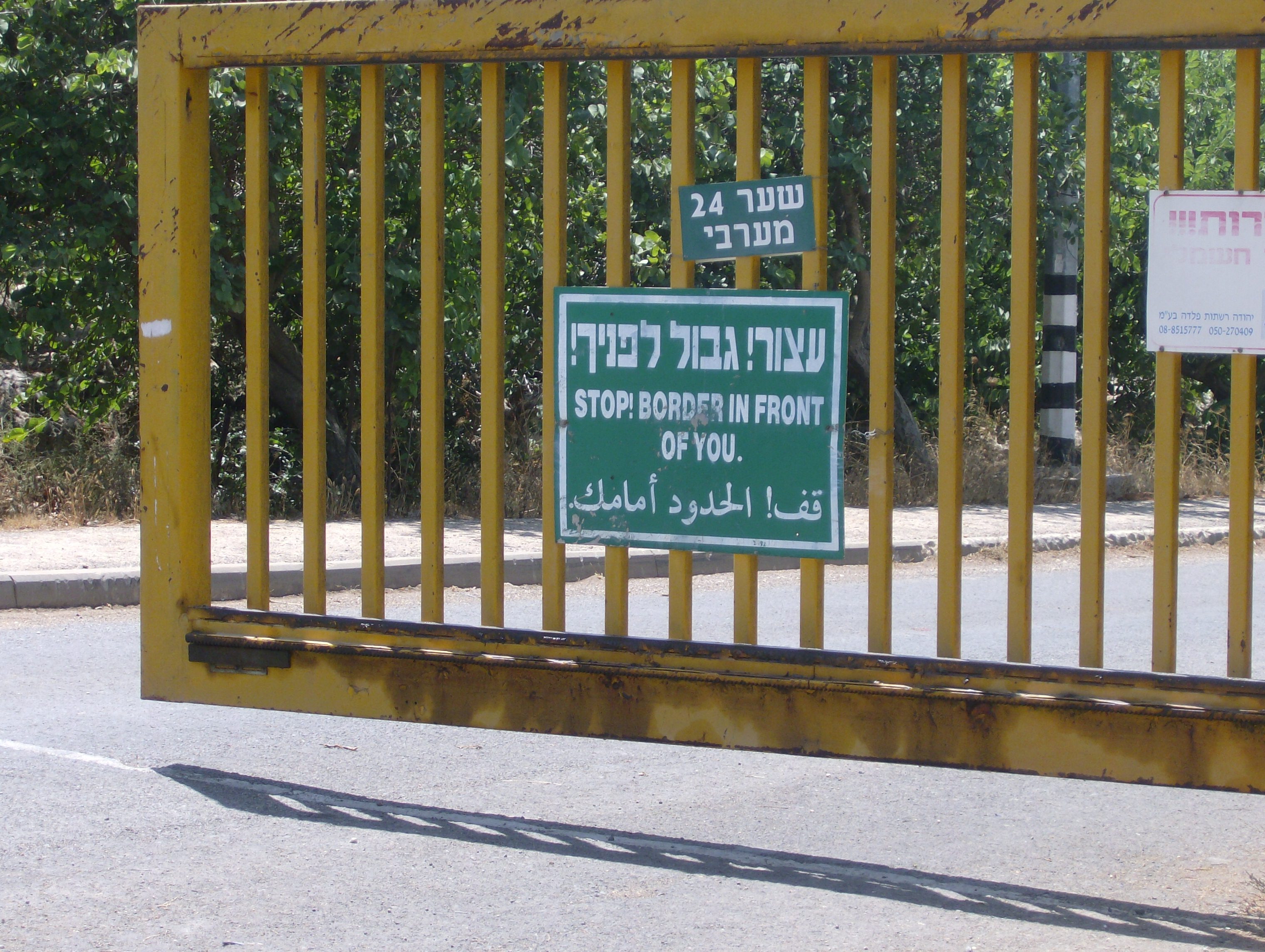
メトゥラの北にあるイスラエル・レバノン国境フェンス。

1978年3月11日、ダラル・ムグラビ率いるパレスチナ解放機構（PLO）工作員がイスラエル国内で沿岸道路虐殺事件を実行し、子供13人を含む37人のイスラエル人が死亡、76人が負傷した。これに対し、イスラエル軍は1970年代にPLOが定期的に活動していた南レバノンに侵攻した。3月14日から15日の夜に始まり、数日後に頂点に達したイスラエル国防軍（IDF）の部隊は、ティルス市とその周辺地域を除くレバノン南部全体を占領した。
この作戦はイスラエルではリタニ作戦として知られており、その目的は、北イスラエルの安全をより良く確保し、レバノン内戦におけるキリスト教レバノン民兵、特に自由レバノン軍を支援するために、リタニ川の南にあるレバノンのPLO基地を一掃することであった。
1978年3月15日、レバノン政府はイスラエルの侵攻に強く抗議し、パレスチナの作戦とは無関係であると国際連合安全保障理事会に提出した。
1978年3月19日、理事会は決議425を採択し、イスラエルに対し軍事行動を直ちに停止し、レバノン領土全体から軍隊を撤退させるよう求めた。また、国際連合レバノン暫定駐留軍（UNIFIL）も設立された。最初のUNIFIL部隊は1978年3月23日にこの地域に到着した。
ブルーラインは、1978年3月14日以前のIDFの展開に基づいている。1949年に設定された第一次中東戦争の休戦ラインであるグリーンラインや、1980年代の暴力の際のベイルートのグリーンラインと混同してはならない。1949年のラインは、フランス委任統治領とイギリス委任統治領の間の国境であった1923年の委任統治ラインと同じである。ポーレット・ニューカム協定を参照。レバノンはフランスの元委任統治領であり、パレスチナ/イスラエルは国際連盟ごとにイギリスの元委任統治領である。1949年の協定では、国境は1923年の路線に沿うと述べられていた。
1923年には、49マイルの国境に沿って38の境界線が設置され、詳細なテキストによる説明が発表された。2000年のブルーラインは、1949年の路線とは6つの短い区間で異なっているが、475メートルを超えることはない。
国境は通常、国と国の間で交渉され、1950年から1967年の間、イスラエルとレバノンの測量士は25の不連続なキロメートルを完成させ、国際国境のさらに4分の1に印を付けることができたが、署名はできなかった。2000年4月17日、イスラエルのエフード・バラック首相がイスラエルがレバノンからの軍隊の撤退を開始すると発表したとき、レバノン政府は国境の標識に参加することを望まなかった。国連は国際連合安全保障理事会決議425で議論された路線に基づいて独自の調査を実施した。
2000年5月25日、イスラエル政府は事務総長に対し、イスラエルが安全保障理事会決議425に従って軍隊を再配置したことを通知した。
2000年5月24日から6月7日まで、事務総長特使はイスラエルとレバノンを訪問し、事務総長の5月22日付け報告の実施状況を確認した。国際連合の地図製作者と彼のチームは、UNIFILの支援を受けて、イスラエルの撤退を確認するという実用的な目的のために採用される路線を特定するために現地で作業を行った。これは正式な国境画定ではないことに同意されたが、その目的は、入手可能な最良の地図およびその他の文書証拠に基づいて、レバノンの国際的に認められた国境に厳密に準拠する地上の路線を特定することであった。
2000年6月7日、撤退ラインを示す完成した地図は、UNIFILの部隊司令官からレバノンとイスラエルのカウンターパートに正式に送付された。路線に関する留保事項にもかかわらず、イスラエルとレバノン政府は、この路線の特定は国際連合の責任のみであり、特定された路線を尊重することを確認した。6月8日、レバノンのイマド・アンカ准将とアミン・ハイタイト准将が率いるUNIFILチームは、路線の背後にあるイスラエルの撤退を検証する作業を開始した。
6月16日、事務総長は安全保障理事会に対し、イスラエルは決議425（1978）に従ってレバノンから軍隊を撤退させ、2000年5月22日付けの報告書で定義された要件を満たしたと報告した。すなわち、イスラエルは国際連合が特定した路線に従って撤退を完了し、南レバノン軍民兵は解体され、アルキアム刑務所に拘留されていたすべての拘留者は釈放された。
撤退ラインは、それ以来、すべての国連公式通信でブルーラインと呼ばれている。